# 死亡遊戲 (1973年電影)
《死亡遊戲》（英語：The Last of Sheila）是一部1973年的美國偵探推理片，由赫伯特·羅斯執導，安東尼·柏金斯和史蒂芬·桑坦編劇。該片由理查德·本傑明、黛安·坎农、詹姆士·柯本、琼·哈克特、詹姆士·梅遜、伊恩·麥克夏恩和拉寇兒·薇芝主演。
這部電影上映後獲得了正面評價，並隨著時間的推移贏得了大批追隨者。柏金斯和桑坦的劇本後來由亚历山大·爱德华茲改編成小說。

## 剧情
電影製片人克林頓·格林在遊艇上举行了為期一週的地中海航行，受邀来宾有：女演員艾丽斯·伍德；她的人才經理丈夫安東尼·伍德；秘書轉型為人才經紀人的克里斯蒂娜；編劇湯姆·帕克曼和他的妻子李；以及電影導演菲利普·德克斯特。這次旅行，其實是一次重聚；一年前，除了李之外，所有人都曾在克林頓的家中聚会，當天晚上，一場肇事逃逸事故導致克林頓的妻子，八卦專欄作家希拉·格林死亡。
航行開始後，格林，这位室內遊戲的熱心人士告訴大家，本週的娛樂活動將由「希拉·格林紀念八卦遊戲」组成。六位客人每人都获得了一張索引卡，上面写着一個必須向其他人隱瞞的秘密。遊戲的目標是發現其他人的秘密，同時保護自己的秘密。每天晚上，遊艇都會停泊在不同的地中海港口城市，然后向大家透露六個秘密之一。客人們會拿到一條線索，然後被送上岸去尋找誰持有写着這個秘密的卡片的證據。如果實際持有者發現證據，當晚的遊戲就会宣告結束。第一天的游戏結束後，人們開始懷疑这些秘密是否确有其事。當艾丽斯在鏡頭外與一名身份不明的男子交談時，這一點得到了證實。她說第一張卡片「你是個小偷」（YOU are a SHOPLIFTER）说的是她，她在成名之前曾因入店行竊而被抓。她对這件事輕描淡寫，告訴神秘男子她持有他的秘密，並向他展示了她的卡片，「你是個同性戀」（YOU are a HOMOSEXUAL）。她說她會保守他的秘密，而且有跡象表明有外遇。她很想知道其他的秘密是什麼，又有點害怕这整個遊戲。
第二天，克里斯蒂娜在附近游泳時，有人打開了船的螺旋槳，她差點喪命。其他客人前來救援，克里斯蒂娜因震驚而變得歇斯底里。第二個遊戲秘密是「你是個同性戀」。晚上，格林前往指定島嶼，在客人前面準備「遊戲」。遊戲地点是一座修道院裡，所有客人都打扮成戴兜帽穿長袍的僧侶。除此之外，格林還戴著假髮，化妆成艾丽斯的样子。不久，格林在懺悔室里倒下，臉上流血，已经身亡。那天晚上晚些時候，客人們聚集在遊艇上討論游戏時，注意到格林還沒有回來。到了第二天格林還沒出現，客人們便回到了修道院，發現他的屍體。大家起初认为格林是在風暴期間被一根倒塌的石柱砸死的，但帕克曼指出了一些表明事實並非如此的線索。
帕克曼认为格林是被他们其中一人謀殺的。他化身为偵探，指出了他和德克斯特在犯罪現場發現的線索。他提议大家都把自己的卡片攤到桌面上，于是揭晓了五张卡片：你是個小偷、同性戀、前科犯（EX-CONVICT）、抓耙子（INFORMER）和兒童猥褻者（LITTLE CHILD MOLESTER）——帕克曼没有当场揭晓自己的卡片。艾丽斯透露自己是小偷；帕克曼說“你是個同性戀”说的是自己，因為他幾年前在與李結婚之前曾與格林有過短暫的接觸。所有這些秘密都说的是過去的事；安東尼透露，自己是“前科犯”，並對格林何以對他們了解如此之多感到震驚——要么是因為希拉是八卦專欄作家，人們经常向她傾訴，要么是因為行業内常見的八卦。當德克斯特被指控猥褻兒童時，他感到緊張，咕噥著一些廢話妄圖掩蓋事實。克里斯蒂娜透露，自己在電影業擔任秘書時，在第二次紅色恐慌期间，曾向当局檢舉过左傾演員，以進一步發展自己的職業生涯，终于成為人才經紀人。出於愧疚，她說她現在正在努力幫助他們找到工作。
最後，帕克曼透露自己的卡片是“你是個肇事逃逸殺手”（YOU are a HIT-AND-RUN KILLER），暗示这位肇事逃逸殺手謀殺了格林，以掩蓋自己与希拉之死的关系。李一直在喝酒，她含淚承認去年自己醉酒駕駛撞死了希拉，并在昨晚克林顿挑衅她，把希拉之死归咎于她后将其杀害。心煩意亂的李把自己關在自己的船艙裡，帕克曼想找她但一直没能进去。此後不久，她被發現死在格林的船艙的浴缸裡，手腕被割開，案件似乎已經了结。
在航行的最後一晚，船員和大多數客人去參加岸上的聚會，但德克斯特沒有帶錢，所以仍留在船上。帕克曼看到船上的燈光忽明忽暗地閃爍，回來時發現德克斯特正在思考之前事件中未解決的問題。德克斯特懷疑李「殺死」的是一具屍體，而真正的兇手重新佈置了現場以陷害她。德克斯特指出，這六個“秘密”应该拼出“希拉”（SHEILA）。在第一天拍摄的一张照片上，他们每个人都站在希拉名字的一个字母下，而这个字母与他们的线索相对应，只有最后一个字母“A”打破了这个规律。
至此，到底發生了什麼就變得很清楚了：在第一天晚上艾丽斯（帕克曼與她有染）承認自己是小偷後，他用打字机做了一张新卡，把自己的卡片——“你是個酒鬼”（YOU are an ALCOHOLIC），也就是消失的A——换成了更具譴責性的“你是個肇事逃逸殺手”，他知道這兩個秘密都适用于他的妻子李。當他在第二場游戏前洗澡時，故意让李看到那張新卡，让她误以为這些游戏的最终目的是揭露她在希拉之死中所扮演的角色。第二天晚上，他謀殺了格林並陷害李。然後，他在她的波本威士忌酒瓶中摻入安眠藥，等她喝完後，將不省人事的她抱進浴缸，割开了她的手腕，看起來像是自殺。这样，她價值500萬美元的遺產就歸他所有了，他终于有钱可以自由追求其他女人了。德克斯特自己也曾試圖用船的螺旋槳殺死格林，以防止自己的秘密洩漏。帕克曼隨後試圖殺死德克斯特，但被前来游艇上幽会的克里斯蒂娜阻止。最后，德克斯特勒索帕克曼：要想让他保守帕克曼殺死格林的这一秘密，帕克曼必須用李的遺產中的錢資助他的下一部電影。

## 演员
- 理查德·本傑明（英语：Richard Benjamin） 饰 汤姆·帕克曼
- 黛安·坎农 饰 克里斯蒂娜
- 詹姆士·柯本 饰 克林顿·格林
- 琼·哈克特 饰 李·帕克曼
- 詹姆士·梅遜 饰 菲利普·德克斯特
- 伊恩·麥克夏恩 饰 安东尼·伍德
- 拉寇兒·薇芝 饰 艾丽斯·伍德
- 伊馮娜·羅曼（英语：Yvonne Romain） 饰 希拉·格林